# Bixente Lizarazu
Bixente Lizarazu [bi'ʃente li'saɾasu], geboren als Vincent Jean-Michel Lizarazu [vɛ̃'sɑ̃ ʒɑ̃miˈʃɛl lizaʁa'zu] (* 9. Dezember 1969 in Saint-Jean-de-Luz) ist ein ehemaliger französischer Fußballspieler. In seiner Profikarriere, die er 1988 bei Girondins Bordeaux begann und 2006 beim FC Bayern München beendete, spielte er in Frankreich, Spanien sowie Deutschland und gewann dort über ein Dutzend nationale und internationale Titel. Zwischen dem 27. November 2001 und 15. Mai 2002 war er als erster – und bisher einziger – Spieler gleichzeitig amtierender Welt- und Europameister, Confed-Cup-, Champions-League- sowie Weltpokalsieger.

## Karriere

### Vereine
Lizarazu begann seine Fußballerlaufbahn 1977 bei dem französischen Verein Les Églantins Hendaye in seiner Heimatregion, dem französischen Baskenland. Von dort wechselte er 1988 zum Erstligisten Girondins Bordeaux. Bordeaux war zu diesem Zeitpunkt eine der stärksten und erfolgreichsten Mannschaften Frankreichs und 1987 mit Spielern wie Patrick Battiston, Jean Tigana und Bernard Lacombe französischer Meister und Pokalsieger. In Lizarazus Debütsaison (in der auch Christophe Dugarry verpflichtet wurde) belegte der Verein den 13. Platz. Zwar traten die Girondins im folgenden Jahr erfolgreicher auf und belegten den 2. Platz der Meisterschaft, doch folgte danach der Absturz: Aufgrund finanzieller Probleme wurde Bordeaux am Ende der Saison 1990/91 in die zweite Liga zwangsversetzt. Nach dem Wiederaufstieg in die erste Liga 1992 gehörten die Girondins wieder zu den Spitzenklubs in Frankreich. Verstärkt durch Zinédine Zidane (ab 1992) und Richard Witschge (ab 1993) belegten sie zweimal hintereinander Platz vier.
1995 qualifizierte sich der Verein über den UEFA Intertoto Cup für den UEFA-Pokal und erreichte die Finalspiele am 1. und 15. Mai 1996 gegen den FC Bayern München. Zuvor hatte Bordeaux u. a. Betis Sevilla und den AC Mailand besiegt. Der verpasste Titel bedeutete allerdings für einige Spieler den Start einer internationalen Karriere. Zidane und Dugarry wechselten nach Italien, Lizarazu nach Spanien zum Erstligisten Athletic Bilbao, der bevorzugt baskische Spieler in seine Reihen aufnimmt. Nach einer Spielzeit wechselte Lizarazu zum FC Bayern München.
Am 2. August 1997 (1. Spieltag) debütierte er in der Bundesliga bei der 0:1-Niederlage im Heimspiel gegen den 1. FC Kaiserslautern. Am 9. September 1998 beim 6:1-Sieg im Heimspiel gegen Hansa Rostock gelang ihm mit seinem Treffer zum zwischenzeitlichen 3:0 sein erstes Bundesligator. Bei Bayern München spielte er – abgesehen von der Hinserie bei Olympique Marseille 2004 – bis Saisonende 2005/06 und gewann mit ihnen 18 Titel. Die Rückkehr aus Marseille war der langfristigen Verletzung von Philipp Lahm geschuldet, der Lizarazus Position einnehmen sollte. Nachdem Lizarazu noch eine Spielzeit anhängte, erklärte er am 30. April 2006 das Ende seiner Profikarriere zum Saisonende. In den ersten Ligen Frankreichs, Spaniens und Deutschlands hatte er mehr als 400 Partien bestritten. Im Europapokal war er in 90 Spielen am Ball.

### Nationalmannschaft
Lizarazu debütierte am 14. November 1992 in Paris im WM-Qualifikationsspiel beim 2:1-Sieg über Finnland in der A-Nationalmannschaft. Sein erstes Länderspieltor erzielte er am 15. November 1995 in Caen im EM-Qualifikationsspiel beim 2:0-Sieg über Israel. Mit der 0:1-Niederlage im Viertelfinalspiel der Europameisterschaft 2004 in Portugal am 25. Juni gegen den späteren Europameister Griechenland endete auch seine Karriere als Nationalspieler. Am 5. August 2004 erklärte der nur 1,69 Meter große und 69 kg schwere Baske nach 97 Länderspielen den Rücktritt aus der Nationalmannschaft, mit der er nachstehende Erfolge errang.

## Erfolge

### Nationalmannschaft
- Weltmeister: 1998 (6 Spiele/1 Tor)
- Europameister: 2000 (4 Spiele/- Tor)
- Confed-Cup-Sieger (2): 2001, 2003

### Vereine
Erfolge mit Girondins Bordeaux:
- UEFA-Pokal-Finalist: 1996
- Division 2: 1992

Erfolge mit Bayern München:
- Weltpokal-Sieger: 2001
- Champions-League-Sieger: 2001
- Champions-League-Finalist: 1999
- Deutscher Meister (6): 1999, 2000, 2001, 2003, 2005, 2006
- DFB-Pokal-Sieger (5): 1998, 2000, 2003, 2005, 2006
- Ligapokal-Sieger (4): 1997, 1998, 1999, 2000

## Auszeichnungen
- Ritter der Ehrenlegion 1998[5]
- Torschütze des Monats Februar 2000[6]
- UEFA Team of the Year: 2001[7]
- Kicker-Abwehrspieler des Jahres (Außenbahn defensiv) (Außenverteidiger): 2001, 2002, 2005

## Sonstiges
Nach seiner Profikarriere wurde er Co-Moderator beim französischen Fernsehsender Canal Plus. Außerdem moderierte er Fußball-Live-Übertragungen als Co-Moderator im heute größten französischen Privatfernsehsender TF1. Neben Champions-League-Spielen kommentierte er auch Übertragungen der Fußball-Weltmeisterschaften 2010 und 2014.
Im Jahr 2000 erhielt der im französischen Baskenland geborene Lizarazu einen Erpresserbrief von der baskischen Terrororganisation ETA, die ihm vorwarf, für eine feindliche Nation, nämlich Frankreich, zu spielen. Er habe deswegen die berüchtigte Revolutionssteuer als Schutzgeld zu zahlen, um sich und seine Familie vor Konsequenzen zu schützen. Lizarazu wurde daraufhin unter Polizeischutz gestellt.
Am 27. Dezember 2008 kaufte er mit seinen ehemaligen Teamkameraden von Girondins Bordeaux, Alain Boghossian und Zinédine Zidane das Team Olympique Croix de Savoie 74 aus dem Championnat National.
Bixente Lizarazu ist der Bruder von Peyo Lizarazu. Dieser war Jugend-Surf-Europameister und gilt als einer der besten Surfer weltweit. In der Stadt Hendaye ist nach dem Spieler ein Fußballstadion, das Stade Bixente Lizarazu, benannt. Nach seiner aktiven Fußballkarriere strebte Lizarazu eine zweite sportliche Karriere an. Er wollte für Frankreich bei den Olympischen Winterspielen 2010 in Vancouver an den Wettkämpfen im Skeleton teilnehmen, verwarf diese Idee aber wieder, weil er für ein ernsthaftes Training in die Alpen hätte ziehen müssen.
Außerdem wurde er am 31. Januar 2009 in Lissabon Europameister im Brazilian Jiu-Jitsu in der Klasse Blue Belt Senior 1 – Light. Seit 2016 trägt er den schwarzen Gurt im Brazilian Jiu-Jitsu, verliehen von Yannick Beven und Ze Marcello.
Lizarazu ist seit dem Jahr 2006 mit der französischen Schauspielerin Claire Keim liiert. 2008 wurde eine gemeinsame Tochter geboren.
Im Jahr 2011 begann er ein Studium in Kommunikation, Public relations und Sport an der Universität Reims, das er 2013 mit dem Master abschloss.